# Bludesch
Bludesch est une commune autrichienne du district de Bludenz dans le Vorarlberg. Elle se situe dans le Walgau et appartient, à côté de Ludesch et de Thüringen, aux communes du Blumenegg. Bludesch compte 2366 habitants (1er janvier 2017). 

## Histoire

### Époque romaine
Dès le début de la domination romaine, la vallée du Walgau, du latin villa drusiana, abrita des colonies pérennes. En plus de l'influence des Romains, les autochtones Rhètes furent influencés au cours du temps par les Alamans.

### Moyen Âge
Les peuples locaux firent ensuite face à l'arrivée des Walser, qui eurent aussi une influence sur eux.

### XIXesiècle
Jusqu'à 1848, Thüringen et Bludesch ne formaient qu'une seule commune, avec une même administration. Durant le dernier tiers du XIXe siècle, la région s'industrialisa, en même temps que la viticulture, jusque-là prédominante, déclinait jusqu'à péricliter tout à fait vers 1900 — pour ne reparaître que ces dernières années.

### Étymologie
Le nom Bludesch fut évoqué pour la première fois en 842 comme "villa pludassis". Il vient du celtique pa-lut, qui signifie "au Lut".

## Géographie
Bludesch est situé dans le plus occidental des Länder autrichiens, le Vorarlberg, dans le district de Bludenz et à 529 mètres d'altitude. 44 % de la surface de la commune est boisée.

## Démographie

### Évolution de la démographie
| Année | Nombre d'habitants |
| ----- | ------------------ |
| 1971  | 981                |
| 1981  | 1 236              |
| 1991  | 1 539              |
| 2001  | 2 158              |
| 2006  | 2 235              |

## Culture
-L’église paroissiale Saint Jacques fut construite en 1651-1652 sur les plans du maître d’œuvre baroque Michael Beer.
On peut y voir l’orgue construit par Joseph Bergäntzel en 1804 et le maître-autel de 1651. Depuis 1971, l’église et l’orgue sont au centre des « Concerts d’orgue de Bludesch ».
-L’église romane Saint Nicolas est la plus vieille église du Vorarlberg. Elle est mentionnée pour la première fois sur un document en 842. De nouvelles images des fondations permettent de dater une première construction autour de 450/500. La partie la plus ancienne est la nef, du premier âge roman (en 700-800). Les fresques mises au jour en 1950 et datées du premier tiers du XIVe siècle montrent le jugement dernier, le cortège des saints avec saint Pierre aux portes du ciel, ainsi que deux scènes de la Passion du Christ. Le cortège des damnés est représenté comme l’histoire de la chute aux enfers et des sept péchés capitaux.
-L’ancien sanatorium Gaisbühel, construit en 1917-1920 par l’architecte Willi Braun, classé Monument historique et aujourd’hui vide.
-la bâtisse Unterhalden, construite en 1640, classée monument historique.
-la ruine du château Jordan : mentionné pour la première fois sous ce nom en 1578, il fut construit par Christoph Brockh comme logis d’une propriété viticole. Vers 1637, Georg Ludwig de Lindenspeur, acquit ce bien et l’agrandit en 1653 pour en faire son relais de chasse et résidence d’été. Après plusieurs changements de propriétaires, il ne reste plus que les murs d’une maison à deux étages. Depuis 2009, la ruine est propriété privée et à l’abandon. 